# Хаким Бей
Хаки́м Бей (англ. Hakim Bey) — Пи́тер Ла́мборн Уи́лсон (англ. Peter Lamborn Wilson; 1945[…], Нью-Йорк, Нью-Йорк — 22 мая 2022, Соджертиз, Нью-Йорк) — американский политический писатель, эссеист и поэт. Автор журнала «Мавританская парадигма», автор концепции временных автономных зон (англ. Temporary Autonomous Zone — TAZ), основанной на историческом обзоре пиратских утопий. Создатель и глава синкретического нового религиозного движения «Ортодоксальная мавританская церковь Америки», член Мавританского научного храма Америки.

## Псевдоним
Псевдоним Уилсона — Хаким-Бей, — является комбинацией арабского слова «хаким», означающего «мудрого человека» а также «человека, принимающего важные решения», «правителя», и «бей» — изначально тюркского слова, буквально переводимого как «вождь», традиционно использовалось для обозначения лидеров малых племенных групп. Исторически многие турецкие и другие тюркские, а также персидские лидеры называли себя беями, беками или баями. Все эти слова и обозначают лидера, руководителя. С турецкого «хаким» переводится как «судья», а «бей» — это уважительное обращение, как в европейском «господин» (англ. «mister», нем. «herr»), но, в отличие от европейских языков, в тюркских языках обращение используется после имени.

## Жизнь и работа
После учёбы в Колумбийском университете, он совершает довольно большое путешествие на Ближний Восток, посещает Афганистан, Пакистан, Индию и Непал. Он изучает тантру в Западной Бенгалии и посещает многие суфийские святыни и суфийских учителей. В 1971 году он провёл исследование суфийского ордена Ниматуллахи при финансовой помощи Фонда Марсден из Нью-Йорка. Данное исследование стало основой книги Уилсона «Короли Любви».
В течение 1974 и 1975 годов Уилсон является консультантом в Лондоне и Тегеране по фестивалю «Исламский Мир». В 1974 году он становится директором англоязычных изданий в Иранской шахской академии философии в Тегеране при Сейиде Хоссейне Насре, где учится и работает. Его публикации издаются вместе с Насром, Тосихико Изутсу, Анри Корбеном и другими. Является редактором «Sophia Perennis», журнала ИИАФ.
Уилсон покидает Иран во время Исламской революции. В 1980-х, его идеи получают развитие от своего рода генонистического неотрадиционализма до синтеза анархизма с идеями ситуационизма и гетеродоксального суфизма и неоязычества. Он описывает свои идеи как «онтологический анархизм» или «принцип немедленного действия» (immediatism). Некоторое время он работает на добровольных началах с издательским проектом «Автономедиа», в Бруклине, Нью-Йорк.
В дополнение к его трудам об анархизме и Временных Автономных Зонах, Уилсон пишет эссе на разнообразные темы, такие как традиции тонгов, утопии Шарля Фурье, о фашисте Габриеле Д’Аннунцио, связях между суфизмом и древней кельтской культурой, о технологиях и луддизме, об использовании Amanita muscaria (красного мухомора) в древней Ирландии.
Поэтические тексты и поэмы Уилсона публиковались в: «P.A.N»; первой второй и третьей «Пантологии»; «Ганимеде»; «Изящном Трупе»; «Бюллетене NAMBLA» (NAMBLA — North American Man/Boy Love Association, организация, выступающая за легализацию сексуальных отношений между мужчинами и мальчиками-подростками) и в разных «Руководствах для читателя» («Acolite Reader») в мягкой обложке. Многие из его поэм, включенных в серию «Sandburg», собраны в неопубликованном пока ещё «Созвездии Большого Пса» (DogStar). В настоящее время его произведения можно найти в таких изданиях, например, как «Fifth Estate» и основанное в Нью-Йорке «First of the Month».
Кроме всего прочего, опубликован, по крайней мере, один его роман — «Хроники Камар: Кроустоун».
Уилсон, особенно из-за его исследований Временных Автономных Зон (ВАЗ), зачастую положительно воспринимается рэйв-культурой. Рэйверы идентифицировали опыт и феномен рэйва как часть традиции «Временных Автономных Зон», о которых пишет Уилсон, особенно это касается «свободной музыкальной тусовки» или Teknival scene (слово образовано от слов «tekno» and «festival», огромная некоммерческая музыкальная тусовка, своеобразная вечеринка, проходящая в разных частях мира). Уилсон поддерживает связи с рэйв-движением, и отмечает в своих интервью, что «рэйверы всегда были довольно большой группой среди моих читателей… Я желаю, чтобы они придали новый смысл всему этому техно-движению, пока что мне кажется, что они не уловили смысл части моих работ».

## Критика
Уилсон — достаточно противоречивая фигура в анархической среде. Теоретик социального анархизма Мюррей Букчин осуждал его идеи как «анархизм образа жизни», видя в его учении «экстремальный» и «аполитичный» индивидуалистический анархизм. Многим анархистам, позиционирующим себя как атеисты и материалисты, не нравятся мистические, оккультные и иррационалистические мотивы в его работах.

## Литература

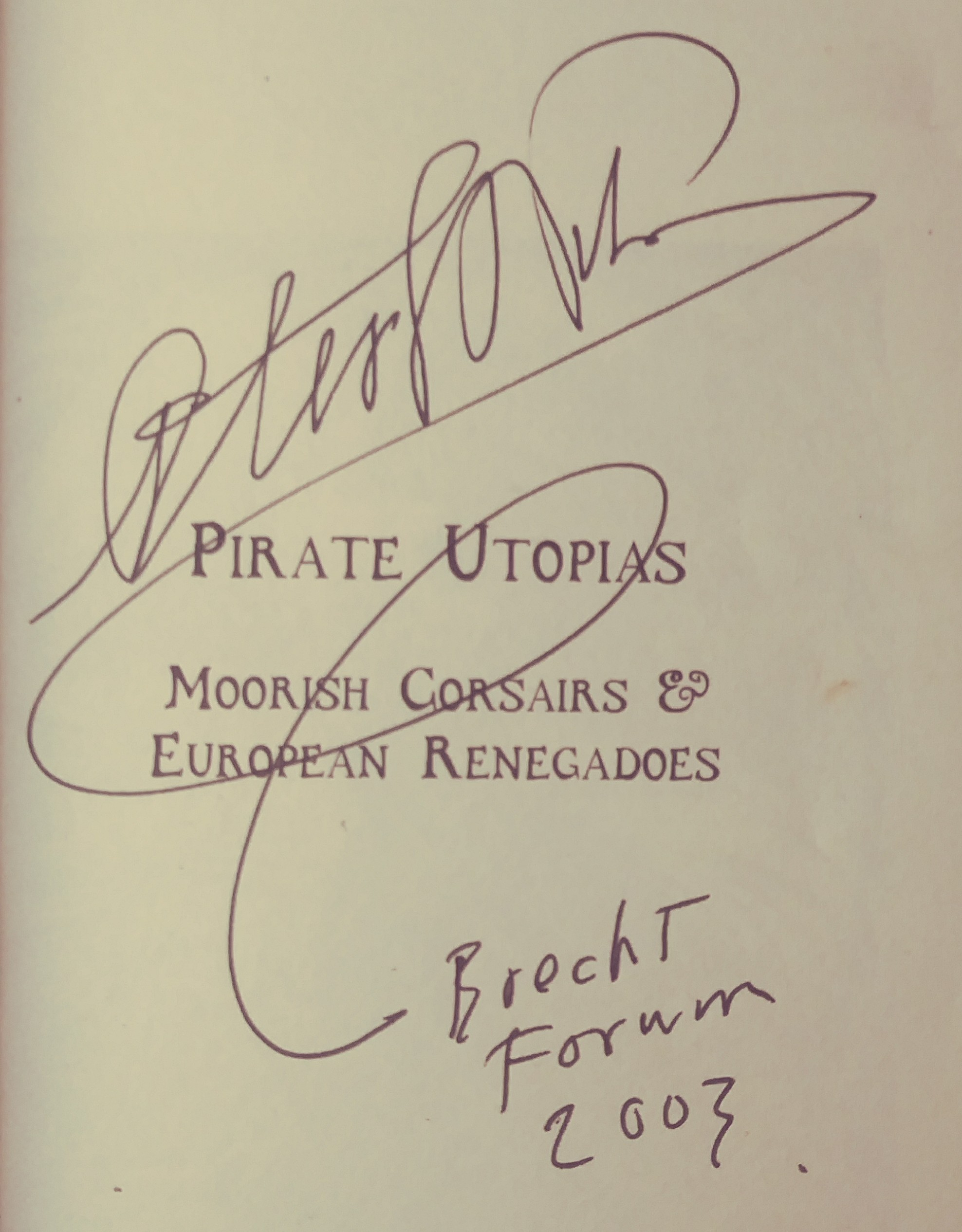
Пиратские утопии Хаким Бея